# Monecphora williamsi
Monecphora williamsi är en insektsart som beskrevs av Victor Lallemand 1924. Monecphora williamsi ingår i släktet Monecphora och familjen spottstritar. Inga underarter finns listade i Catalogue of Life.